# Byaelva
Byaelva er en flod i Steinkjer kommune i Trøndelag fylke i Norge. Den har sit udløbe fra Reinsvatnet og munder ud i Beitstadfjorden ved Steinkjer. Selve Byaelva er kun 4,5 kilometer lang, men den er  også den nederste del af Snåsavassdraget, som er i alt 111,7 km langt, med et afvandingsområde på 2.143,37 km². Middelvandføringen ved mundingen er 63,87 m³/s .